# Сер Річард Рід

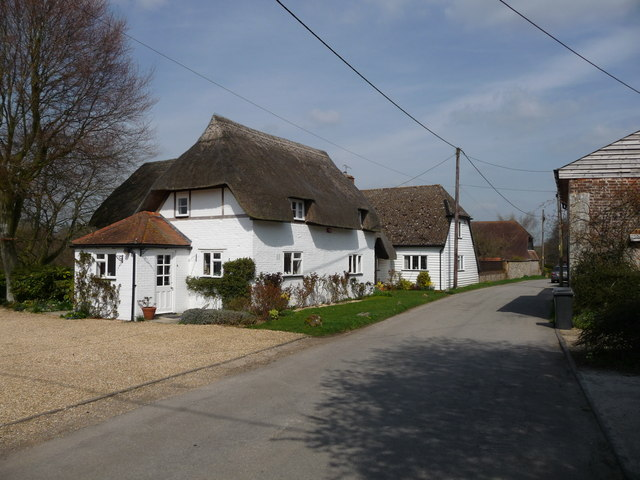
Селище Нетер-Валлоп, де народився Річард Рід.

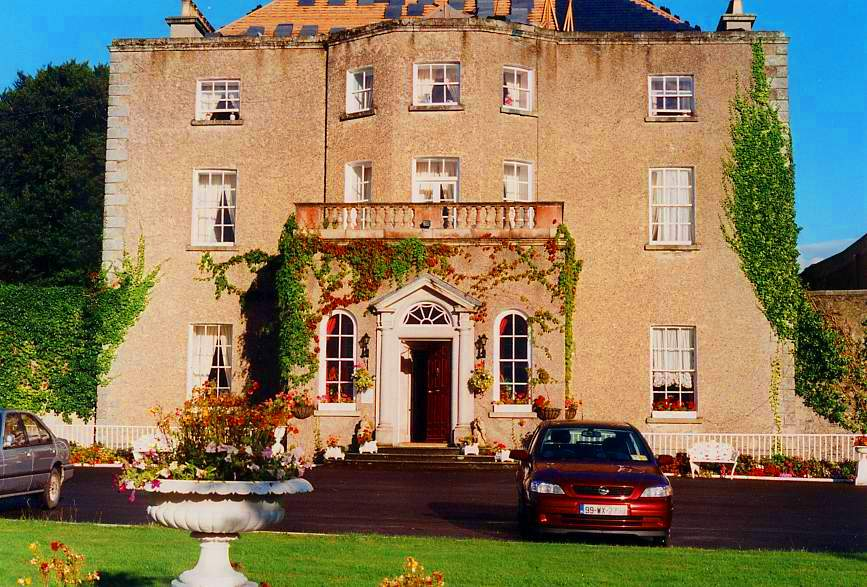
Маєток Мойглер-Манор.

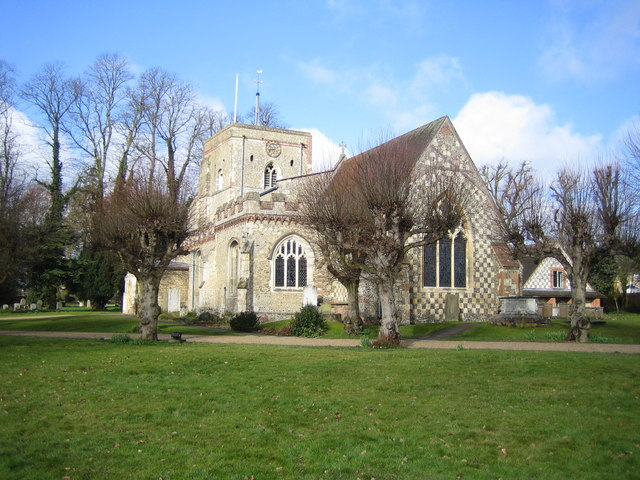
Парафіяльна церква Святої Марії в Рідборні, де похований Річард Рід.

Сер Річард Рід (1511 – 1576) – відомий ірландський політик, суддя, юрист англійського походження в XVI столітті. Володів посадою лорд-канцлера Ірландії.

## Життєпис

### Походження та рання кар’єра
Річард Рід народився в селищі Нетер-Воллоп, що в Гемпширі. Він був другим сином Річарда Ріда (помер у 1555 р.) - лорда Воллоп та його дружини Маргарет. Він здобув освіту в Вінчестерському коледжі та в Новому коледжі Оксфорда, де став стипендіатом у 1528 році. Річард Рід отримав ступінь бакалавра цивільного права в Оксфорді в 1537 році та доктора цивільного права в тому ж університеті в 1540 році. Він швидко придбав репутацію «людини вченої та досвідченої». Річард Рід отримав звання урядового магістра та здійснив важливу торгову місію до Фландрії. Він був посвячений у лицарі в 1544 році.

### Лорд-канцлер Ірландії
У 1546 році сера Джона Алана, лорда-канцлера Ірландії, було усунено з посади за звинуваченням у корупції. Річарда Ріда відправили до Ірландії замість нього. Йому було даровано будинок на території собору Святого Патріка та садибу Мойглер, що поблизу Мейнута, графство Кілдер. У 1548 році Джон Алан був відновлений на посаді канцлера. Річард Рід повернувся до Англії, де став майстром запитів. Пізніше він придбав садиби Редборн, що поблизу Сент-Олбанса та садибу Танглі, що поблизу Андовера.

### Родина і спадкоємці
Річард Рід помер 11 липня 1576 року і був похований у церкві Святої Марії в Редборні. Він залишив спадщину Вінчестерському коледжу та на утримання парафії Редборн. Сам маєток Редборн успадкував його старший син Інокентій, що також успадкував сімейний маєток у Нетер-Воллоп. Його другий син Джон помер у віці дев’ятнадцяти років, тоді як його третій син Ендрю став значним землевласником у Гемпширі, придбавши садиби Лінкенгольт і Факком. Дружиною Річарда була Енн Трегонвелл, донька видатного юриста сера Джона Трегонвелла з Мілтона Аббаса, Дорсет, і його першої дружини Елізабет Ньюс. Крім згаданих вище синів, у них була донька Анна, яка вийшла заміж за містера Вілгосса.

## Характер
Історик Ф. Болл хвалить Річарда Ріда як людину великої освіченості, хоча історик Дж. Р. О’Фланаган додає, що під час його перебування на посаді в лорда-канцлера Ірландії було мало судових процесів.